# フィルムが現存しないサイレント映画の一覧 (1920年代)
本項では、フィルムが現存しないサイレント映画のうち、1920年から1929年に上映されたものについて記述する。

## 1920年 - 24年
| 製作年 | 邦題 原題                                            | 監督                                                        | キャスト | 備考 | 注            |
| ------ | ---------------------------------------------------- | ----------------------------------------------------------- | --- | --- | ------------- |
| 1920   | Abend - Nacht - Morgen                               | F・W・ムルナウ                                              | ゲルトルーデ・ヴェルカー ブルーノ・ツィーナー コンラート・ファイト                                                                                                 | | [ 1 ] [ 2 ]   |
| 1920   | en:The Amazing Quest of Mr. Ernest Bliss             | ヘンリー・エドワーズ                                        | ヘンリー・エドワーズ クリッシー・ホワイト | "BFI 75 Most Wanted"のひとつ。現存していたフィルムは、第二次世界大戦の空爆の際にエドワーズとホワイトが火災に見せかけるための焚火の中にくべられたと考えられている。                                                                              | [ 3 ] [ 4 ]   |
| 1920   | Anna the Adventuress                                 | セシル・ヘップワース                                        | アルマ・テイラー | 主演のアルマ・テイラーは一卵性双生児の役で出演している。 | [ 5 ]         |
| 1920   | en:Bride 13                                          | リチャード・スタントン                                      | マルグリット・クレイトン ジョン・B・オブライエン | 全15話の連続活劇 | [ 6 ]         |
| 1920   | The Brute                                            | オスカー・ミショー                                          | イブリン・プリアー | | [ 7 ]         |
| 1920   | Der Bucklige und die Tänzerin                        | F・W・ムルナウ                                              | サッシャ・グラ ヨーン・ゴットウト | | [ 8 ] [ 9 ]   |
| 1920   | 悪魔の合鍵 en:The Devil's Pass Key                   | エリッヒ・フォン・シュトロハイム                            | レオ・ホワイト メエ・ブッシュ | アメリカ人に対する描写が原因で、シュトロハイムはアメリカから追放された。 | [ 10 ]        |
| 1920   | 龍の網 en:The Dragon's Net                           | ヘンリー・マックレイ                                        | マリー・ウォールキャンプ ハーランド・タッカー | 全12篇の連続活劇 | [ 11 ]        |
| 1920   | ファントマ Fantômas                                  | エドワード・セジウィック                                    | エドワード・ローズマン エドナ・マーフィ | 全20篇の連続活劇 | [ 12 ]        |
| 1920   | 死の極印 en:The Fatal Sign                           | スチュアート・ペイトン                                      | クレア・アンダーソン ハリー・カーター | 全14篇の連続活劇 | [ 13 ]        |
| 1920   | en:The Flaming Disc                                  | ロバート・F・ヒル                                           | エルモ・リンカーン ルイーズ・ロレイン | 全18篇の連続活劇 | [ 14 ]        |
| 1920   | en:The Girl in Number 29                             | ジョン・フォード                                            | フランク・メイヨ | | [ 15 ]        |
| 1920   | en:Hitchin' Posts                                    | ジョン・フォード                                            | フランク・メイヨ | | [ 16 ]        |
| 1920   | 怪光線 The Invisible Ray                             | ハリー・A・ポラード                                         | ルース・クリフォード ジャック・シェリル | 全15話の連続活劇 | [ 17 ]        |
| 1920   | ジキル博士とハイド氏 Der Januskopf                   | F・W・ムルナウ                                              | コンラート・ファイト マグナス・スティフター マルガレーテ・シュレーゲル                                                                                             | 『ジキル博士とハイド氏』を原作とする映画作品。脚本と演出ノートのみ現存 | [ 18 ] [ 19 ] |
| 1920   | サーカス王 en:King of the Circus                     | J・P・マッゴワン                                            | エディ・ポーロ コリン・ポーター (Corrine Porter) | 全18話の連続活劇 | [ 20 ]        |
| 1920   | The $1,000,000 Reward                                | ジョージ・レッシー                                          | コイト・アルバートソン | 全15話の連続活劇 | [ 21 ]        |
| 1920   | Il mostro di Frankenstein                            | ユージェニオ・テスタ                                        | ルチアノ・アルベルティーニ ウンベルト・グアラチーノ (Umberto Guarracino)                                                                                           | 史上3本目となる『フランケンシュタイン』を原作とする映画作品で、イタリア史上初めてのSF/ホラー映画作品であるともみなされている。 劇場公開前に、検閲によってシーンを大幅にカットされた。                                                           | [ 22 ] [ 23 ] |
| 1920   | en:The Paliser Case                                  | ウィリアム・パーク                                          | ポーリーン・フレデリック | | [ 24 ]        |
| 1920   | en:Passion's Playground                              | J・A・バリー (J. A. Barry)                                  | キャサリン・マクドナルド ノーマン・ケリー ネル・クレイグ | | [ 25 ]        |
| 1920   | Pirate Gold                                          | ジョージ・B・サイツ                                         | マーゲリット・クールトウ ジョージ・B・サイツ | 全10話の連続活劇 | [ 26 ]        |
| 1920   | en:The Prince of Avenue A                            | ジョン・フォード                                            | ジェームス・J・コーベット リチャード・カミングス | | [ 27 ]        |
| 1920   | 亭主改造 en:Remodeling Her Husband                   | リリアン・ギッシュ                                          | ドロシー・ギッシュ ジェームズ・レニー | 映画女優リリアン・ギッシュの唯一の監督作品 | [ 28 ]        |
| 1920   | ターザンの復讐 The Revenge of Tarzan                 | ハリー・レヴィアー ジョージ・M・メリック                    | ジーン・ポラー | 史上3本目となる、ターザンを原作とする映画作品< | [ 29 ]        |
| 1920   | en:The Screaming Shadow                              | ベン・ウィルソン デューク・ワーン                           | ベン・ウィルソン ネヴァ・ガーバー | 全15篇から成る連続活劇 | [ 30 ]        |
| 1920   | en:The Shadow of Lightning Ridge                     | ウィルフレッド・ルーカス                                    | スノーウィー・ベイカー アグネス・ヴァ―ノン | | [ 31 ]        |
| 1920   | en:A Slave of Vanity                                 | ヘンリー・オットー                                          | ポーリン・フレデリック | | [ 32 ]        |
| 1920   | en:A Son of David                                    | ヘイ・プラム                                                | ポピー・ウィンダム ロナルド・コールマン アーサー・ウォルコット | | [ 33 ]        |
| 1920   | en:Thunderbolt Jack                                  | フランシス・フォード、マードック・マクアリー                | ジャック・ホキシー マリン・セイス | 全10篇の連続活劇 | [ 34 ]        |
| 1920   | en:Trailed by Three                                  | ペリー・N・ヴェクロフ                                       | ステュアート・ホームズ フランキー・マン (Frankie Mann) | 全15話の連続活劇 | [ 35 ]        |
| 1920   | 宝島 Treasure Island                                 | モーリス・トゥールヌール                                    | シャーリー・メイソン チャールズ・オーグル ロン・チェイニー | スティーブンソンの同名小説を原作とする映画で、一部シーンがカラーで撮影されたことが売りだった。 | [ 36 ]        |
| 1920   | 消ゆる短剣 en:The Vanishing Dagger                   | エドワード・A・カル J・P・マッゴワン エディ・ポーロ         | エディ・ポーロ テルマ・パーシー | 全18篇の連続活劇 | [ 37 ]        |
| 1920   | 迷路の秘密 en:Vanishing Trails                       | レオン・ド・ラ・モート                                      | フランクリン・ファーナム メアリー・アンダーソン | 全15話から成る連続活劇 | [ 38 ]        |
| 1920   | Wuthering Heights                                    | A・V・ブランブル                                            | ミルトン・ロスメル コレット・ブレッテル ワーウィック・ウォード | 『嵐が丘』の初めての映画化作品 | [ 39 ]        |
| 1921   | Action                                               | ジョン・フォード                                            | フート・ギブソン | | [ 40 ]        |
| 1921   | en:The Adventures of Mr. Pickwick                    | トーマス・ベントレー                                        | フレデリック・ボルペ メアリー・ブラフ ブランズビー・ウィリアムズ                                                                                                   | BFI 75 Most Wantedの一つ。 | [ 41 ]        |
| 1921   | Appearances                                          | ドナルド・クリスプ                                          | デヴィッド・パウエル | | [ 42 ]        |
| 1921   | en:The Avenging Arrow                                | ウィリアム・ボウマン W・S・ヴァン・ダイク                   | ジョン・ビッグ・ツリー | | [ 43 ]        |
| 1921   | 人の世の姿 en:Bits of Life                           | マーシャル・ニーラン                                        | ロン・チェイニー ノア・ビアリー・Sr アンナ・メイ・ウォン | 世界初のオムニバス映画 | [ 44 ]        |
| 1921   | en:The Blue Mountains Mystery                        | レイモンド・ロングフォード ロッティー・ライエル             | マージョリー・オズボーン (Marjorie Osborn) ジョン・フォークナー | | [ 45 ]        |
| 1921   | en:Dangerous Lies                                    | ポール・パウエル                                            | デヴィッド・パウエル | アルフレッド・ヒッチコックがメインタイトルのデザイナーとしてクレジットされた作品 | [ 46 ]        |
| 1921   | 吹雪の道 Desperate Trails                            | ジョン・フォード                                            | ハリー・ケリー | | [ 47 ]        |
| 1921   | 大魔王 Do or Die                                     | J・P・マッゴワン                                            | エディ・ポーロ マグダ・レーン | 全18篇の連続活劇 | [ 48 ]        |
| 1921   | Drakula halála                                       | カーロイ・ライタ                                            | パウル・アスコナス Lene Myl | 『吸血鬼ドラキュラ』を原作とするハンガリーの映画作品で、最初または二番目といわれている。（1920年にソビエトで制作されたとされているDrakulaは、実在性が疑われているため） また、この映画が公開された1年後、『吸血鬼ノスフェラトゥ』が公開された。 | [ 49 ] [ 50 ] |
| 1921   | 経験 Experience                                      | ジョージ・フィッツモーリス                                  | リチャード・バーセルメス リリアン・タッシュマン マージョリー・ドゥ                                                                                                 | 役名はすべての人間が確実に経験することやその可能性があるものが基になっている（Youth、Love、Hopeなど） | [ 51 ]        |
| 1921   | 永遠の世界 Forever                                   | ジョージ・フィッツモーリス                                  | エルシー・ファーガソン ウォーレス・リード | ジョージ・デュ・モーリアの戯曲『ピーター・イベットスン』の映画化作品 | [ 52 ]        |
| 1921   | 熱血の焔 別題:ザ・フリーズ・アウト en:The Freeze-Out | ジョン・フォード                                            | ハリー・ケリー | | [ 53 ]        |
| 1921   | The Great Reward                                     | フランシス・フォード                                        | フランシス・フォード エラ・ホール | 全15話から成る連続活劇 | [ 54 ]        |
| 1921   | en:The Gunsaulus Mystery                             | オスカー・ミショー                                          | イブリン・プリアー | 1913年に発生したレオ・フランク事件を題材とした映画 | [ 55 ]        |
| 1921   | Humor Risk                                           | リチャード・スミス                                          | マルクス兄弟 | マルクス兄弟のデビュー作であるフィルム2巻分の短編映画。一度も劇場公開されたことがないのではとみられている。 | [ 56 ] [ 57 ] |
| 1921   | en:Hurricane Hutch                                   | ジョージ・B・サイツ                                         | チャールズ・ハッチソン | 全15話から成る連続活劇 | [ 58 ]        |
| 1921   | en:The Jackeroo of Coolabong                         | ウィルフレッド・ルーカス                                    | スノーウィー・ベイカー キャスリーン・キー | | [ 59 ]        |
| 1921   | Jackie                                               | ジョン・フォード                                            | シャーリー・メイソン ウィリアム・スコット | | [ 60 ]        |
| 1921   | Know Thy Child                                       | フランクリン・ バレット                                     | ロナルド・コンウェイ Nada Conrade ロータス・トンプソン | トンプソンの映画デビュー作であるオーストラリアの映画作品 | [ 61 ] [ 62 ] |
| 1921   | Ladies Must Live                                     | ジョージ・ローン・タッカー                                  | ベティー・カンプソン マーロン・ハミルトン リートリス・ジョイ ジョン・ギルバート                                                                                    | | [ 63 ]        |
| 1921   | 洋上の楽園 The Lotus Eater                           | マーシャル・ニーラン                                        | ジョン・バリモア コリーン・ムーア | 南国の場面はカリフォルニア州サンタカタリナ島およびフロリダ州で撮影された | [ 64 ]        |
| 1921   | en:The Narrow Valley                                 | セシル・ヘップワース                                        | アルマ・テイラー ジョージ・デューハースト ジェームス・カルー | BFI 75 Most Wantedのひとつ | [ 65 ]        |
| 1921   | en:The Offenders                                     | フェンウィック・ホームズ                                    | マージェリー・ウィルソン パーシー・ヘルトン | | [ 66 ]        |
| 1921   | en:Rudd's New Selection                              | レイモンド・ロングフォード                                  | J・ P・オニール タル・オーデル ロッティ・ライル | | [ 67 ]        |
| 1921   | 秘密の四 en:The Secret Four                          | アルバート・ラッセル ペリー・N・ヴェクロフ                  | エディ・ポーロ キャスリーン・マイヤーズ | 全15篇の連続活劇 | [ 68 ]        |
| 1921   | Sehnsucht                                            | F・W・ムルナウ                                              | コンラート・ファイト | | [ 69 ] [ 70 ] |
| 1921   | センチメンタル・トミー en:Sentimental Tommy          | ジョン・S・ロバートソン                                     | ギャレス・ヒューズ | 1921年当時、パラマウント社にとって最大のヒット作となった | [ 71 ]        |
| 1921   | en:The Sky Ranger                                    | ジョージ・B・サイツ                                         | ジョージ・B・サイツ ジューン・キャプリース | 全15話から成る連続活劇 | [ 72 ]        |
| 1921   | en:Terror Trail                                      | エドワード・カル                                            | アイリーン・セジウィック ジョージ・ラーキン | 全18話から成る連続活劇 | [ 73 ]        |
| 1921   | en:Uncharted Seas                                    | ウェズリー・ラッグルス                                      | アリス・レイク カール・ジェラード ルドルフ・ヴァレンティノ | | [ 74 ]        |
| 1921   | 鉄の拳 en:The Wallop                                 | ジョン・フォード                                            | ハリー・ケリー | | [ 75 ]        |
| 1921   | 西部の勝者 Winners of the West                       | エドワード・レムル                                          | アート・アコード] マートル・リンド（Myrtle Lind） | 全18話から成る連続活劇 | [ 76 ]        |
| 1922   | 女は曲者 The Beautiful and Damned                    | ウィリアム・A・サイター                                     | ケネス・ハーラン マリー・プレヴォー | F・スコット・フィッツジェラルドの2作目『美しく呪われし者』をワーナー兄弟が映画化した作品。ロビーカード6点のみ現存。 | [ 77 ]        |
| 1922   | 北国のブロウン en:Brawn of the North                 | ローレンス・トリンブル ジェーン・マーフィン                 | アイリーン・リッチ ストロングハート (犬) | | [ 78 ]        |
| 1922   | en:A Blind Bargain                                   | ウォーレス・ウォースリー                                    | ロン・チェイニー | 1931年にMGMがネガを廃棄した。残っていたプリントも1967年に発生したMGMのフィルム保管庫の火災により焼失した。 | [ 79 ]        |
| 1922   | クラレンス Clarence                                  | ウィリアム・C・デミル                                       | ウォーレス・リード アドルフ・マンジュー | | [ 80 ]        |
| 1922   | en:In the Days of Buffalo Bill                       | エドワード・レムル                                          | アート・アコード デューク・R・リー | 全18話から成る連続西部劇 | [ 81 ]        |
| 1922   | 嘆くな乙女 en:Little Miss Smiles                     | ジョン・フォード                                            | シャーリー・メイソン ガストン・グラス | | [ 82 ]        |
| 1922   | en:Nan of the North                                  | デューク・ワーン                                            | アン・リトル トム・ロンドン | 全15話から成る連続活劇 | [ 83 ]        |
| 1922   | en:One Glorious Day                                  | ジェームズ・クルーズ                                        | ウィル・ロジャース | ヨーロッパのフィルム保管庫にニトロセルロースのフィルムがあるのではないかといううわさが流れている | [ 84 ]        |
| 1922   | ユーコンの危機 en:Perils of the Yukon                | ジェイ・マーチャント J・P・マッゴワン ペリー・N・ヴェクロフ | ウィリアム・デスモンド ローラ・ラ・プラント | 全15話から成る連続活劇 | [ 85 ]        |
| 1922   | The Power of Love                                    | ヘンリー・マックレイ                                        | エリオット・スパーリング (Elliot Sparling) バーバラ・ベッドフォード ノア・ビアリー・Sr アイリーン・マニング アルバート・プリスコ ジョン・ハードマン (John Herdman) | 世界初の長編3D映画。オリジナルにあたる3D版、および1923年に上映された2D版 Forbidden Loverの所在不明。 | [ 86 ] [ 87 ] |
| 1922   | 快男児ソーヤー en:Quincy Adams Sawyer                | クラレンス・G・バッジャー                                   | ジョン・バウワース ブランチ・スウィート ロン・チェイニー バーバラ・ラ・マー                                                                                        | | [ 88 ]        |
| 1922   | en:A Rough Passage                                   | フランクリン・バレット                                      | ステラ・サザン ヘイフォード・ホッブス | | [ 89 ]        |
| 1922   | 銀の翼 Silver Wings                                  | エドウィン・カリュー ジョン・フォード                       | メアリー・カー リン・ハモンド (Lynn Hammond) | | [ 90 ]        |
| 1922   | 心なき女性 en:Trifling Women                         | レックス・イングラム                                        | バーバラ・ラ・マー ラモン・ノヴァロ | | [ 91 ]        |
| 1922   | The Virgin of the Seminole                           | オスカー・ミショー                                          | | | [ 92 ]        |
| 1922   | 親切第一 en:The Wise Kid                             | トッド・ブラウニング                                        | グラディス・ウォルトン デイヴィッド・バトラー | | [ 93 ]        |
| 1922   | en:With Stanley in Africa                            | エドワード・ジェームズ・クラフト エドワード・カル           | ジョージ・ウォルシュ ルイーズ・ロレイン | 全18話から成る連続活劇 | [ 94 ]        |
| 1923   | Around the World in Eighteen Days                    | B・リーヴス・イーソン ロバート・F・ヒル                     | ウィリアム・デズモンド ローラ・ラ・プラント | 全12話から成る連続活劇 | [ 95 ]        |
| 1923   | Die Austreibung                                      | F・W・ムルナウ                                              | カール・ゲーツ | | [ 96 ] [ 97 ] |
| 1923   | 怒涛の彼方へ The Courtship of Miles Standish         | フレデリック・サリヴァン                                    | チャールズ・レイ | この映画のために、実物大のメイフラワー号のセットが作られたが、制作会社の倒産により主演のチャールズ・レイは引退一歩手前まで追い込まれた。 | [ 98 ]        |
| 1923   | en:The Daring Years                                  | ケネス・ウェッブ                                            | ミルドレッド・ハリス チャールズ・エミット・マック クララ・ボウ | | [ 99 ]        |
| 1923   | 永遠の都 The Eternal City                            | ジョージ・フィッツモーリス                                  | ライオネル・バリモア バーバラ・ラ・マー バート・ライテル | 一部シーンはローマで撮影された。 | [ 100 ]       |
| 1923   | The Face on the Bar-Room Floor                       | ジョン・フォード                                            | ヘンリー・B・ウォルソール ルース・クリフォード | | [ 101 ]       |
| 1923   | en:The Fighting Skipper                              | フランシス・フォード                                        | ペギー・オデイ ジャック・ペリン | 全15篇から成る連続活劇 | [ 102 ]       |
| 1923   | 幽霊の都 The Ghost City                              | ジェイ・マーチャント                                        | ピート・モリソン | | [ 103 ]       |
| 1923   | ホリウッド Hollywood                                 | ジェームズ・クルーズ                                        | | メアリー・ピックフォードら当時を代表するサイレント映画のスターたちが本人役でカメオ出演している。 | [ 104 ]       |
| 1923   | Hoodman Blind                                        | ジョン・フォード                                            | デイヴィッド・バトラー グラディス・ヒューレット | | [ 105 ]       |
| 1923   | 人類の破滅 en:Human Wreckage                         | ジョン・グリフィス・レイ                                    | ドロシー・ダヴェンポート ベッシー・ラブ | ダヴェンポートの夫であるウォーレス・リードの実態を基にした麻薬中毒の描写が含まれており、上演当時はタブー視されていた。また、クレジットはされていないが、ダヴェンポートは監督・脚本にも参加している。                                            | [ 106 ]       |
| 1923   | en:Lily of the Alley                                 | ヘンリー・エドワーズ                                        | ヘンリー・エドワーズ クリッシー・ホワイト | BFI 75 Most Wantedの一つ | [ 107 ]       |
| 1923   | オレゴンの勇者 The Oregon Trail                      | エドワード・レムル                                          | アート・アコード ルイーズ・ロレイン | 全18篇の連続西部劇 | [ 108 ]       |
| 1923   | Paddy the Next Best Thing                            | グラハム・カッツ                                            | メエ・マーシュ ダービー・フォスター (Darby Foster) リリアン・ダグラス                                                                                              | | [ 109 ]       |
| 1923   | en:The Phantom Fortune                               | ロバート・F・ヒル                                           | ウィリアム・デズモンド エスター・ラルストン | 全12篇の連続活劇 | [ 110 ]       |
| 1923   | en:Ruth of the Range                                 | アーネスト・C・ウォード                                     | ルース・ローランド ブルース・ゴードン ロリマー・ジョンストン | 全15篇の連続活劇 | [ 111 ]       |
| 1923   | The Santa Fe Trail                                   | アシュトン・ディーアホルト Template:ロバート・A・ディロン   | ジャック・ペリン ネヴァ・ガーバー | | [ 112 ]       |
| 1923   | 聖者エルモ St. Elmo                                  | ジェローム・ストーム                                        | ジョン・ギルバート バーバラ・ラ・マー ベッシー・ラヴ | | [ 113 ]       |
| 1923   | en:The Social Buccaneer                              | ロバート・F・ヒル                                           | ジャック・マルホール マーガレット・リヴィングストン | 全10話から成る連続活劇 | [ 114 ]       |
| 1923   | en:Three Jumps Ahead                                 | ジョン・フォード                                            | トム・ミックス アルマ・ベネット | | [ 115 ]       |
| 1923   | Vanity Fair                                          | ユーゴー・ボーリン                                          | メーベル・ボーリン | サミュエル・ゴールドウィンがプロデューサーを務めており、着色技術プリズマが使われている。 | [ 116 ]       |
| 1923   | La voyante                                           | レオン・アブラム (Leon Abrams) ルイ・メルカントン           | サラ・ベルナール ジョルジュ・メルシオール アリ・ボール | ベルナールの最後の主演作で、撮影期間中に亡くなった。 | [ 117 ]       |
| 1923   | 文化果つるところ Where the Pavement Ends             | レックス・イングラム                                        | ラモン・ノヴァロ アリス・テリー | 撮影はフロリダとキューバで行われた。 | [ 118 ]       |
| 1923   | Woman to Woman                                       | グラハム・カッツ                                            | ベティー・カンプソン | アルフレッド・ヒチコックの助監督作品の一つ | [ 119 ]       |
| 1923   | en:The World's Applause                              | ウィリアム・C・デミル                                       | ビーブ・ダニエルズ | | [ 120 ]       |
| 1924   | アラスカン The Alaskan                               | ハーバート・ブレノン                                        | トマス・メイガン エステル・テイラー アンナ・メイ・ウォン | アンナ・メイ・ウォンの初期の出演作の一つ。 | [ 121 ]       |
| 1924   | Babbitt                                              | ハリー・ボーモント                                          | ウィラード・ルイス,メアリー・オルデン カーメル・マイヤーズ | シンクレア・ルイスの小説の初めての映画化作品 | [ 122 ]       |
| 1924   | The City of Beautiful Nonsense                       | ヘンリー・エドワーズ                                        | ヘンリー・エドワーズ クリッシー・ホワイト ジェームス・リンゼイ | 現存していたフィルムは、第二次世界大戦の空爆の際にエドワーズとホワイトが火災に見せかけるための焚火の中にくべられたと考えられている | [ 4 ]         |
| 1924   | en:The Dangerous Flirt                               | トッド・ブラウニング                                        | イヴリン・ブレント エドワード・アール | | [ 123 ]       |
| 1924   | 霊魂の叫び Feet of Clay                              | セシル・B・デミル                                           | ロッド・ラ・ロック ベラ・レイノルズ ジュリア・フェイ リカルド・コルテス ウィリアム・ボイド                                                                         | 文化保護に積極的だったデミルの作品群のうち、フィルムが現存していない作品の一つ | [ 124 ]       |
| 1924   | en:The Fortieth Door                                 | ジョージ・B・サイツ                                         | アリーン・レイ ブルース・ゴードン | 全10篇の連続活劇 | [ 125 ]       |
| 1924   | en:Galloping Hoofs                                   | ジョージ・B・サイツ                                         | アリーン・レイ ジョニー・ウォーカー (Johnnie Walker) | 全10篇の連続西部劇 | [ 126 ]       |
| 1924   | 豪傑ラリー en:The Girl in the Limousine              | ラリー・シモン ノエル・M・スミス                            | オリヴァー・ハーディ | | [ 127 ]       |
| 1924   | Gräfin Donelli                                       | ゲオルク・ヴィルヘルム・パープスト                          | パウル・ハンセン ヘニー・ポルテン | | [ 128 ]       |
| 1924   | オーロラの彼方 Hearts of Oak                         | ジョン・フォード                                            | ホバート・ボズワース ポーリン・スターク | | [ 129 ]       |
| 1924   | Into the Net                                         | ジョージ・B・サイツ                                         | エドナ・マーフィ ジャック・マルホール | 全10篇から成る連続活劇< | [ 130 ]       |
| 1924   | Joe                                                  | ボーモント・スミス                                          | アーサー・トーカート マリー・ロレイン | ロレインの映画デビュー作 | [ 131 ]       |
| 1924   | 怪人の襲撃 Leatherstocking                           | ジョージ・B・サイツ                                         | エドナ・マーフィ ハロルド・ミラー (Harold Miller) | 全10篇から成る連続活劇 | [ 132 ]       |
| 1924   | en:Married Flirts                                    | ロバート・G・ヴィニョーラ                                   | ポーリーン・フレデリック メエ・ブッシュ コンラッド・ネーゲル | | [ 133 ]       |
| 1924   | Merton of the Movies                                 | ジェームズ・クルーズ                                        | グレン・ハンター ヴァイオラ・ダナ | ニューヨークタイムズによって1924年に上映された新作映画のトップ10の一つとしてとりあげられていた | [ 134 ]       |
| 1924   | Miami                                                | アラン・クロスランド                                        | ベティー・カンプソン ヘッダ・ホッパー | | [ 135 ]       |
| 1924   | en:Miss Suwanna of Siam                              | ヘンリー・マックレイ                                        | Sa-ngiam Navisthira Yom Mongkolnat Mongkol Sumonnat | 宣材・エフェメラがThailand National Film Archiveに保管されている | [ 136 ]       |
| 1924   | My Husband's Wives                                   | モーリス・エルヴィー                                        | シャーリー・メイソン | | [ 137 ]       |
| 1924   | Pokhozdeniya Oktyabriny                              | グリゴーリ・コージンツェフ レオニード・トラウベルク         | ジナイーダ・トルホフスカヤ (Zinaida Torkhovskaya) エフゲニー・クメイコ (Yevgeni Kumeiko)                                                                           | ソビエトの映画作品。1925年、フィルム保管庫の火災により焼失。 | [ 138 ]       |
| 1924   | Reveille                                             | ジョージ・ピアソン                                          | ベティ・バルフォア | BFI 75 Most Wantedの一つ | [ 139 ]       |
| 1924   | 痴人哀樂 The Snob                                    | モンタ・ベル                                                | ジョン・ギルバート ノーマ・シアラー コンラッド・ネーゲル | | [ 140 ]       |
| 1924   | おお母よ So Big                                      | チャールズ・ブレイビン                                      | コリーン・ムーア | | [ 141 ]       |
| 1924   | en:Ten Scars Make a Man                              | ウィリアム・ パーク                                         | アリーン・レイ ジャック・モウアー | 全10話から成る連続活劇 | [ 142 ]       |
| 1924   | 受難のテス Tess of the d'Urbervilles                 | マーシャル・ニーラン                                        | ブランチ・スウィート コンラッド・ネーゲル ステュアート・ホームズ                                                                                                   | | [ 143 ]       |
| 1924   | Trouble Brewing                                      | James D. Davis ラリー・シモン                               | ラリー・シモン カーメリタ・ジェラティ オリヴァー・ハーディ | | [ 144 ]       |
| 1924   | The Way of a Man                                     | ジョージ・B・サイツ                                         | アリーン・レイ ハロルド・ミラー | 全10話から成る連続活劇 | [ 145 ]       |
| 1924   | 人獣国 White Man                                     | ルイ・ガスニエ                                              | アリス・ジョイス ケネス・ハーラン ウォルター・ロング | クラーク・ゲーブルの映画デビュー作で、端役としてクレジットされている | [ 146 ]       |
| 1924   | en:Who Is the Man?                                   | ウォルター・サマーズ                                        | ジョン・ギールグッド イソベル・エルソム | ギールグッドのデビュー作で、 BFI 75 Most Wantedの一つに上がっている | [ 147 ]       |
| 1924   | 酒!酒! Wine                                          | ルイ・ガスニエ                                              | クララ・ボウ ロバート・アグニュー ウォルター・ロング | クララ・ボウの初主演作品 | [ 148 ]       |
| 1924   | 狼の血 The Wolf Man                                  | エドマンド・モーティマー                                    | ジョン・ギルバート ノーマ・シアラー | | [ 149 ]       |
| 1924   | 北国の狼 en:Wolves of the North                      | ウィリアム・ダンカン                                        | ウィリアム・ダンカン イーディス・ジョンソン | 全10篇の連続活劇 | [ 150 ]       |
| 1924   | en:The World of Wonderful Reality                    | ヘンリー・エドワーズ                                        | ヘンリー・エドワーズ クリッシー・ホワイト ジェームズ・リンゼイ ヘンリー・ヴィバート                                                                                | 現存していたフィルムは、第二次世界大戦の空爆の際にエドワーズとホワイトが火災に見せかけるための焚火の中にくべられたと考えられている。 | [ 4 ]         |

## 1925年 - 1929年
| 制作年 | 邦題 原題                                      | 監督                                         | キャスト | 備考 | 注              |
| ------ | ---------------------------------------------- | -------------------------------------------- | --- | --- | --------------- |
| 1925   | スペードの一 Ace of Spades                     | ヘンリー・マックレイ                         | ウィリアム・デズモンド メアリー・マカリスター | 全15話の連続西部劇 | [ 151 ]         |
| 1925   | The Adventurous Sex                            | チャールズ・ギブリン                         | クララ・ボウ, ハーバート・ローリンソン,アール・ウィリアムズ | | [ 152 ]         |
| 1925   | en:Corazón Aymara                              | Pedro Sambarino                              | | ボリビア史上初となる長編フィクション映画 | [ 153 ]         |
| 1925   | ダーク・エンゼル The Dark Angel                | ジョージ・フィッツモーリス                   | ヴィルマ・バンキー, ロナルド・コールマン | 1925年、ニューヨークタイムズが発表した名作映画ベスト10に入っていた | [ 154 ]         |
| 1925   | 映画女優                                       | 細山喜代松                                   | 葛木香一 | |                 |
| 1925   | 雪辱の大快戦 The Fighting Heart                | ジョン・フォード                             | ジョージ・オブライエン,ビリー・ダヴ | | [ 155 ]         |
| 1925   | The Fighting Ranger                            | ジェイ・マーチャント                         | Jack Dougherty,アイリーン・セジウィック | 全18篇の連続西部劇 | [ 156 ]         |
| 1925   | 豪勇サムソン en:The Great Circus Mystery       | ジェイ・マーチャント                         | ジョー・ボノモ,ルイズ・ロレイン | 全15話の連続活劇 | [ 157 ]         |
| 1925   | Heartbound                                     | グレン・ランバート（Glen Lambert）           | レンジャー・ビル・ミラー,ベル・トゥルー（Bess True） | 3D映画(en:List of 3D films pre-2005も参照) | [ 158 ]         |
| 1925   | 歓楽の舞姫 en:His Supreme Moment               | ジョージ・フィッツモーリス                   | ブランチ・スウィート, ロナルド・コールマン, アンナ・メイ・ウォン | 一部シーンは 二色式のテクニカラーが用いられていた | [ 159 ]         |
| 1925   | Idaho                                          | ロバート・F・ヒル                            | マーロン・ハミルトン,ビビアン・リッチ | 全10篇の連続活劇 | [ 160 ]         |
| 1925   | 当世女大学 Kiss Me Again                       | エルンスト・ルビッチ                         | マリー・プレヴォー, モンテ・ブルー, クララ・ボウ | ワーナーブラザーズ制作。 | [ 161 ]         |
| 1925   | en:The Lawful Cheater                          | フランク・オコナー                           | クララ・ボウ, David Kirby,レイモンド・マッキー | | [ 162 ]         |
| 1925   | ありし日のナポレオン Madame Sans-Gêne          | レオンス・ペレ                               | グロリア・スワンソン | | [ 163 ]         |
| 1925   | en:A Man of Iron                               | Whitman Bennett                              | ライオネル・バリモア,ミルドレッド・ハリス | | [ 164 ]         |
| 1925   | Man spielt nicht mit der Liebe                 | ゲオルク・ヴィルヘルム・パープスト           | ヴェルナー・クラウス | | [ 165 ]         |
| 1925   | en:Perils of the Wild                          | Francis Ford                                 | Joe Bonomo, Margaret Quimby | 全15話の連続活劇 | [ 166 ]         |
| 1925   | Play Ball                                      | スペンサー・ゴードン・ベネット               | Walter Miller,アリーン・レイ | 全10篇の連続活劇 | [ 167 ]         |
| 1925   | en:The Prophecy of the Lake                    | ホセ・マリア・ベラスコ・マイダーナ           | | ボリビア史上二つ目となる長編映画。ただし、完成後に上映禁止となり配給されることはなかった。 |                 |
| 1925   | 深紅の光線 en:The Scarlet Streak               | ヘンリー・マックレイ                         | ジャック・ドハーティー（Jack Dougherty）,ローラ・トッド | 全10話から成る連続活劇 | [ 168 ]         |
| 1925   | 竜巻 en:That Royle Girl                        | D・W・グリフィス                             | W・C・フィールズ | コメディ映画。竜巻のシーンは、24機の飛行機のプロペラを用いて収録された。 | [ 169 ] [ 170 ] |
| 1925   | サンキュー Thank You                           | ジョン・フォード                             | アレック・B・フランシス, ジャクリーヌ・ローガン | | [ 171 ]         |
| 1925   | 楽園の盗賊 A Thief in Paradise                 | ジョージ・フィッツモーリス                   | ドリス・ケニヨン, Ronald Colman, Aileen Pringle | | [ 172 ]         |
| 1925   | 故郷の土 en:The Tower of Lies                  | Victor Seastrom                              | ロン・チェイニー, ノーマ・シアラー,イアン・キース | | [ 173 ]         |
| 1925   | en:We Moderns                                  | ジョン・フランシス・ディロン                 | コリーン・ムーア | 1923年の映画『青春に浴して』（Flaming Youth）の続編。 | [ 174 ]         |
| 1925   | Wild West                                      | ロバート・F・ヒル                            | ジャック・マルホール, Helen Ferguson | 全10篇の連続活劇 | [ 175 ]         |
| 1926   | アリラン 아리랑                                | 羅雲奎                                       | 羅雲奎 | 韓国の映画作品で、朝鮮戦争により焼失したとみられている。2005年に死去した日本人コレクターが所有していたとの情報を基に捜索が行われたが、見つけることはできなかった。                                                          | [ 176 ]         |
| 1926   | en:The Bar-C Mystery                           | ロバート・F・ヒル                            | ドロシー・フィリップス,ウォーレス・マクドナルド | 全10篇の連続西部劇 | [ 177 ]         |
| 1926   | 猫の寝間着 The Cat's Pajamas                   | ウィリアム・A・ウェルマン                    | ベティ・ブロンソン | | [ 178 ]         |
| 1926   | en:The Dice Woman                              | エドワード・ディロン, Edmund F. Bernoudy     | プリシラ・ディーン | | [ 179 ]         |
| 1926   | en:The Fighting Marine                         | スペンサー・ゴードン・ベネット               | ジーン・タニー, Marjorie Day | 全10篇から成る連続活劇 | [ 180 ]         |
| 1926   | en:Fighting with Buffalo Bill                  | レイ・テイラー                               | ウィリアム・フレデリック・コディー, ジョージ・H・プリンプトン,ウィリアム・ロード・ライト | | [ 181 ]         |
| 1926   | Gwiaździsta eskadra                            | レオナルド･ブチコフスキ                      | Barbara Orwid | 1918年から20年にかけて行われたポーランド・ソビエト戦争を背景に、ポーランド空軍の第7飛行中隊に加わったアメリカ人とボリシェヴィキの戦いを描いた映画作品。1945年以降、すべてのコピーはソビエト軍によって略奪または破棄された。 | [ 182 ] [ 183 ] |
| 1926   | en:Hearts and Fists                            | ロイド・イングレアム                         | ジョン・バウワーズ Marguerite De La Motte,アラン・ヘイル・シニア | H.C. Weaver Studiosが制作にかかわった3本のうちの1本として知られている。フィルムは火災によって焼失した。 |                 |
| 1926   | 紙人形春の囁き                                 | 溝口健二                                     | 山本嘉一 | |                 |
| 1926   | London                                         | ハーバート・ウィルコックス                   | ドロシー・ギッシュ | BFI 75 Most Wanted の一つ | [ 185 ]         |
| 1926   | en:The Mountain Eagle                          | アルフレッド・ヒチコック                     | ニタ・ナルディ | ヒチコックの長編映画作品の中で唯一フィルムの所在がわからない作品。 | [ 186 ] [ 187 ] |
| 1926   | en:The Radio Detective                         | William James Craft, William A. Crinley      | Jack Dougherty, Margaret Quimby | 全10篇の連続活劇 | [ 188 ]         |
| 1926   | 栄光への道 The Road to Glory                   | ハワード・ホークス                           | メイ・マカヴォイ | ハワード・ホークスが映画監督として初めて公式にクレジットされた作品 | [ 189 ]         |
| 1926   | Snowed In                                      | スペンサー・ゴードン・ベネット               | アリーン・レイ , Walter Miller | 全10話から成る連続活劇 | [ 190 ]         |
| 1926   | 三日伯爵 en:A Social Celebrity                 | マルコム・セント・クレア                     | アドルフ・マンジュー, Louise Brooks | 1957年に上映用プリント1本が劣化のため廃棄され、残りの一つは火事で焼失した。 | [ 191 ]         |
| 1926   | 電話の秘密 en:Strings of Steel                 | ヘンリー・マックレイ                         | ウィリアム・デズモンド アイリーン・セジウィック | | [ 192 ]         |
| 1926   | Sweeney Todd                                   | ジョージ・デューハースト                     | G.A. Baughan | スウィーニー・トッドを世界で初めて映画化した作品の一つ。 | [ 193 ]         |
| 1926   | 支那町見物 A Trip to Chinatown                 | ロバート・P・カー                            | マーガレット・リヴィングストン, アール・フォックス,J・ファーレル・マクドナルド | | [ 194 ]         |
| 1926   | en:The Winking Idol                            | フランシス・フォード                         | ウィリアム・デズモンド アイリーン・セジウィック | 全10篇の連続西部劇 | [ 195 ]         |
| 1926   | 海の女性 en:A Woman of the Sea 別題：Sea Gulls | ジョセフ・フォン・スタンバーグ               | エドナ・パーヴァイアンス | チャーリー・チャップリンがプロデュースした作品。1933年の帳消しの際にチャップリンがフィルムを廃棄したが、プロダクション・スチルは現存している。                                                                              | [ 196 ] [ 197 ] |
| 1927   | en:Babe Comes Home                             | テッド・ワイルド                             | ベーブ・ルース, Anna Q. Nilsson | ベーブ・ルースが本人役で出演したコメディ映画。 | [ 198 ]         |
| 1927   | Blake of Scotland Yard                         | ロバート・F・ヒル                            | Hayden Stevenson, Grace Cunard | 全12話の連続活劇 | [ 199 ]         |
| 1927   | en:The Broncho Twister                         | オービル・O・ダル                            | トム・ミックス, Helene Costello | | [ 200 ] [ 201 ] |
| 1927   | en:The Callahans and the Murphys               | ジョージ・ヒル                               | マリー・ドレスラー, ポリー・モラン | アイルランド人に対するステレオタイプ的な描写が論争となった結果、MGMが配給を取りやめた。 | [ 202 ]         |
| 1927   | 椿姫 Camille                                   | フレッド・ニブロ                             | ノーマ・タルマッジ | | [ 203 ]         |
| 1927   | 支那の鸚鵡 The Chinese Parrot                  | ポール・レニ                                 | マリアン・ニクソン, フローレンス・ターナー, ホバート・ボスウォース | | [ 204 ]         |
| 1927   | 狂乱街 The City Gone Wild                      | ジェームズ・クルーズ                         | ルイーズ・ブルックス | 初期のギャングものの映画で、脚本はハーマン・J・マンキーウィッツが務めた | [ 205 ]         |
| 1927   | en:The Conjure Woman                           | オスカー・ミショー                           | イブリン・プリアー | | [ 206 ]         |
| 1927   | 悪魔の踊子 The Devil Dancer                    | フレッド・ニブロ                             | ギルダ・グレイ、クライヴ・ブルック、アンナ・メイ・ウォン | | [ 207 ]         |
| 1927   | 夜会服 en:Evening Clothes                      | ルーサー・リード                             | アドルフ・マンジュー,ルイーズ・ブルックス | | [ 208 ]         |
| 1927   | en:The Fire Fighters                           | ジャック・ジャッカード                       | Jack Dougherty, ヘレン・ファーガソン | 全10話の連続活劇 | [ 209 ]         |
| 1927   | 力漕一挺身 For the Love of Mike                | フランク・キャプラ                           | クローデット・コルベール | クローデット・コルベールのデビュー作。 | [ 210 ]         |
| 1927   | アマゾンの紅薔薇 en:The Gateway of the Moon    | ジョン・グリフィス・レイ                     | ドロレス・デル・リオ, ウォルター・ピジョン | | [ 211 ]         |
| 1927   | 挂名的夫妻 英題：A Couple in Name Only         | ト萬蒼                                       | 阮玲玉 | |                 |
| 1927   | Hats Off                                       | ハル・イェーツ                               | ローレル・アンド・ハーディー | | [ 212 ]         |
| 1927   | en:The Heart of the Yukon                      | W・S・ヴァン・ダイク                         | ジョン・バウワーズ,アン・コーンウォール,ガイ・エドワード・ハーン | H.C. Weaver Studios制作のうち、代表的な3本の一つ | [ 213 ]         |
| 1927   | en:Heebee Jeebees                              | アンソニー・マック                           | ちびっこギャング (ジョー・コブ, Allen "Farina" Hoskins, Jay R. Smith,ジャッキー・コンドン, ハリー・スピアー, ジーン・ダーリング 、 ボビー・ハチンソン, Pete the Pup)                            | | [ 214 ]         |
| 1927   | en:Heroes of the Wild                          | ハリー・S・ウェッブ                          | ジャック・ホクシー, Josephine Hill | 全10篇の連続活劇 | [ 215 ]         |
| 1927   | en:The House Behind the Cedars                 | オスカー・ミショー                           | Shingzie Howard, ローレンス・シェノルト, C. D. Griffith | バージニア州で上映禁止処分を受けた人種映画。 | [ 216 ]         |
| 1927   | en:Husband Hunters                             | ジョン・G・アドルフィ                        | メエ・ブッシュ, ジーン・アーサー,デュエイン・トンプソン,ミルドレッド・ハリス | | [ 217 ]         |
| 1927   | 真夜中のロンドン London After Midnight         | トッド・ブラウニング                         | ロン・チェイニー, Marceline Day | 主演のチェイニーは悪漢とそれを追う探偵の二役を務めている。1967年に発生したフィルム保管庫の火災によりプリントが焼失したため、2002年にスチル写真とスクリプトを基にした再構成が行われた。                                      | [ 218 ]         |
| 1927   | 魔炎 en:The Magic Flame                        | ヘンリー・キング                             | ロナルド・コールマン, ヴィルマ・バンキー | | [ 219 ] [ 220 ] |
| 1927   | en:The Masked Menace                           | Arch Heath                                   | ラリー・ケント, ジーン・アーサー | 撮影はニューハンプシャー州バーリンで行われた | [ 221 ]         |
| 1927   | en:Melting Millions                            | スペンサー・ゴードン・ベネット               | アリーン・レイ ,ウォルター・ミラー | 全10話から成る連続活劇 | [ 222 ]         |
| 1927   | en:Mumsie                                      | ハーバート・ウィルコックス                   | ポーリーン・フレデリック, ネルソン・キーズ, ハーバート・マーシャル | | [ 223 ]         |
| 1927   | 弥次喜多空中の巻 en:Now We're in the Air       | フランク・ストレイヤー                       | ウォーレス・ビアリー, レイモンド・ハットン,ルイズ・ブルックス | | [ 224 ]         |
| 1927   | On Guard                                       | アーチ・ヒース（Arch Heath）                 | カレン・ランディス, Muriel Kingston | 全10話から成る連続活劇 | [ 225 ]         |
| 1927   | The Potters                                    | Fred C. Newmeyer                             | W. C. Fields | | [ 226 ]         |
| 1927   | オール持つ手に en:Rolled Stockings             | リチャード・ロッソン                         | ルイーズ・ブルックス | パラマウント映画の若手スターが多く出演したことで知られる映画作品で、撮影はカリフォルニア州バークレーで行われた。 | [ 227 ]         |
| 1927   | The Story of the Flag                          | アンソン・ダイアー                           | | イギリス史上初の長編アニメ映画で、BFI 75 Most Wantedの一つ | [ 228 ]         |
| 1927   | 懺悔の刃                                       | 小津安二郎                                   | 吾妻三郎 | 小津安二郎の監督デビュー作 |                 |
| 1927   | Taxi! Taxi!                                    | Melville W. Brown                            | エドワード・エヴァレット・ホートン, Burr McIntosh | | [ 229 ]         |
| 1927   | Tip Toes                                       | Herbert Wilcox                               | ドロシー・ギッシュ, ウィル・ロジャース | BFI 75 Most Wanted の一つ | [ 230 ]         |
| 1927   | en:The Trail of the Tiger                      | ヘンリー・マックレイ                         | Jack Dougherty, Frances Teague | 全10篇から成る連続活劇 | [ 231 ]         |
| 1927   | 凸凹青春の巻 en:Two Flaming Youths             | ジョン・S・ウォーターズ                      | W. C. Fields, チェスター・コンクリン, メアリー・ブライアン | | [ 232 ]         |
| 1927   | en:Yale vs. Harvard                            | ロバート・マッゴーワン                       | ちびっこギャング（ジョー・コブ, Allen "Farina" Hoskins, Jay R. Smith,ジャッキー・コンドン, ハリー・スピアー, ボビー・ハチンソン,ジーン・ダーリング、 Pete the Pup）                             | ちびっこギャングシリーズの第1作で、断片すらも現存していないとみられている。 | [ 233 ]         |
| 1928   | 目覚め The Awakening                           | ヴィクター・フレミング                       | ヴィルマ・バンキー, ウォルター・バイロン | | [ 234 ]         |
| 1928   | 白雲塔                                         | 張石川                                       | 阮玲玉 | |                 |
| 1928   | The Big City                                   | トッド・ブラウニング                         | ロン・チェイニー,ベティ・カンプソン | |                 |
| 1928   | zh:火燒紅蓮寺                                  | 張石川                                       | Die Hu, Jie Tang | 1928年から31年にわたって19部（総上映時間27時間）に分けて上映されたため、もっとも上映時間が長い映画の一つとしてみなされている。また、世界初の格闘映画としても知られている。                                                  |                 |
| 1928   | 非常線 en:The Drag Net                         | ジョセフ・フォン・スタンバーグ               | ウィリアム・パウエル, イヴリン・ブレント | | [ 235 ]         |
| 1928   | 巴里酔語 Dry Martini                           | ハリー・ダバディ・ダラー                     | メアリー・アスター | | [ 236 ]         |
| 1928   | en:Edison, Marconi & Co.                       | アンソニー・マック                           | ちびっこギャング (ボビー・ハチンソン、 Jay R. Smith, Allen "Farina" Hoskins, ジョー・コブ,ハリー・スピアー,ジャッキー・コンドン, Pete the Pup)                                                  | | [ 237 ]         |
| 1928   | 艦隊入港 The Fleet's In                        | マルコム・セントクレア                       | クララ・ボウ,ジェームズ・ホール | パートトーキー | [ 238 ]         |
| 1928   | 四人の悪魔 en:4 Devils                         | F・W・ムルナウ                               | ジャネット・ゲイナー | 1928年、ニューヨークタイムズが発表した名作映画ベスト10に入っていた | [ 239 ] [ 240 ] |
| 1928   | 紳士は金髪がお好き Gentlemen Prefer Blondes    |                                              | ルース・テイラー アリス・ホワイト | アニタ・ルースが1925年に出版した同名小説の映画化作品。 | [ 241 ]         |
| 1928   | Growing Pains                                  | アンソニー・マック, ロバート・マッゴーワン   | ちびっこギャング（メアリー・アン・ジャクソン, ボビー・ハッチンソン, Allen "Farina" Hoskins,ジョー・コブ, Jay R. Smith,ハリー・スピアー, ジャッキー・コンドン,ジーン・ダーリング, Pete the Pup） | | [ 242 ]         |
| 1928   | The Hawk's Nest                                | ベンヤミン・クリステンセン                   | ミルトン・シルズ,ドリス・ケニヨン, 上山草人 | | [ 243 ]         |
| 1928   | 引越し夫婦                                     | 小津安二郎                                   | 渡辺篤、吉川満子 | |                 |
| 1928   | カボチヤ                                       | 小津安二郎                                   | 斎藤達雄、日夏百合絵 | |                 |
| 1928   | 暗黒街の女 Ladies of the Mob                   | ウィリアム・A・ウェルマン                    | クララ・ボウ、リチャード・アーレン | | [ 244 ]         |
| 1928   | ラスト・モーメント The Last Moment             | パウル・フェヨス                             | ジョージア・ヘイル オットー・マテイーソン | 字幕のない実験映画。 | [ 169 ] [ 245 ] |
| 1928   | 空行かば The Legion of the Condemned           | ウィリアム・A・ウェルマン                    | フェイ・レイ ゲイリー・クーパー | | [ 169 ] [ 246 ] |
| 1928   | en:Mark of the Frog                            | Arch Heath                                   | ドナルド・リード マーガレット・モリス | 全10篇の連続活劇 | [ 247 ]         |
| 1928   | ナポレオンと理髪師 en:Napoleon's Barber        | ジョン・フォード                             | オットー・マティーソン ナタリー・ゴリッツェン（Natalie Golitzen） | | [ 248 ]         |
| 1928   | 肉体美                                         | 小津安二郎                                   | 斎藤達雄、飯田蝶子 | |                 |
| 1928   | 女房紛失                                       | 小津安二郎                                   | 斎藤達雄、岡村文子 | |                 |
| 1928   | en:Pirates of the Pines                        | J. C. Cook                                   | ジョージ・オハラ,リタ・ロマ（Rita Roma） | 全10篇の連続活劇 | [ 249 ]         |
| 1928   | 深紅の海 en:Scarlet Seas                       | ジョン・フランシス・ディロン                 | リチャード・バーセルメス ベティー・カンプソン | バイタフォンディスクに収録されたサウンドトラック・効果音のみ現存 | [ 211 ]         |
| 1928   | 罪の街 en:Street of Sin                        | マウリッツ・スティッレル                     | エミール・ヤニングス フェイ・レイ | | [ 250 ]         |
| 1928   | 巨人ターザン en:Tarzan the Mighty              | ジャック・ネルソン レイ・テイラー            | フランク・メリル | 7本目となるターザン映画 | [ 251 ]         |
| 1928   | 天下太平記                                     | 稲垣浩                                       | 片岡千恵蔵 | 片岡千恵蔵プロダクションの設立第1作であり、稲垣浩の監督デビュー作 |                 |
| 1928   | テレーズ・ラカン Thérèse Raquin                | ジャック・フェデー                           | ジナ・マネス ハンス・アダルベルト・フォン・シュレットウ ジャンヌ・マリー＝ローラン | | [ 254 ]         |
| 1928   | en:The Vanishing Rider                         | レイ・テイラー                               | ウィリアム・デズモンド エスリン・クレア | 全12編からなる連続活劇 | [ 255 ]         |
| 1928   | en:The Vanishing West                          | リチャード・ソープ                           | ジャック・ペリン アイリーン・セジウィック | 全10話から成る連続活劇 | [ 256 ]         |
| 1928   | en:Vultures of the Sea                         | リチャード・ソープ                           | シャーリー・メイソン | 全10話から成る連続活劇 | [ 257 ]         |
| 1928   | 若人の夢                                       | 小津安二郎                                   | 斎藤達雄 | 笠智衆が初めて出演した小津監督作品。脚本、ネガ原版、上映用プリントのいずれも現存せず。 |                 |
| 1928   | en:What Next?                                  | ウォルター・フォード                         | ウォルター・フォード,ポーリン・ジョンソン, フランク・スタンモア | | [ 258 ]         |
| 1928   | en:The Yellow Cameo                            | スペンサー・ゴードン・ベネット               | アリーン・レイ エドワード・ハーン | | [ 259 ]         |
| 1929   | en:The Crooked Billet                          | エイドリアン・ブラネル                       | マデリーン・キャロル カーライル・ブラックウェル マイルス・マンダー | BFI 75 Most Wanted の一つ | [ 260 ]         |
| 1929   | en:The Diamond Master                          | ジャック・ネルソン                           | ヘイドン・スティーヴンソン ルイーズ・ロレイン | 全10篇の連続活劇 | [ 261 ]         |
| 1929   | en:The Fatal Warning                           | リチャード・ソープ                           | ラルフ・グレイヴス ヘレン・コステロ | 全12篇の連続ミステリ映画で、配給はマスコット・ピクチャーズが行った。 | [ 262 ]         |
| 1929   | en:The Fire Detective                          | スペンサー・ゴードン・ベネット Thomas Storey | グラディス・マッコネル, Hugh Allan | 全10篇の連続活劇 | [ 263 ]         |
| 1929   | The Holy Terror                                | アンソニー・マック ロバート・F・マクガワン   | ちびっこギャング（メアリー・アン・ジャクソン, ジョー・コブ, Allen "Farina" Hoskins、ボビー・ハチンソン、ジーン・ダーリング、ハリー・スピアー, Pete the Pup）                                    | | [ 264 ]         |
| 1929   | 首の座                                         | マキノ正博                                   | 谷崎十郎 | 第6回キネマ旬報日本映画ベスト・ワン。 |                 |
| 1929   | 宝の山                                         | 小津安二郎                                   | 小林十九二 | 脚本、ネガ原版、上映用プリントのいずれも現存せず。 |                 |
| 1929   | The Last Post                                  | ダイナ・シュリー                             | ジョン・ロングデン フランク・ヴォスパー, Cynthia Murtagh | BFI 75 Most Wanted の一つ | [ 265 ]         |
| 1929   | en:The Pirate of Panama                        | レイ・テイラー                               | ジェイ・ウィルジー ナタリー・キングストン | 全12篇の連続活劇 | [ 266 ]         |
| 1929   | 都会交響楽                                     | 溝口健二                                     | 夏川静江, 小杉勇, 入江たか子 | 片岡鉄兵ら複数人が原作者としてクレジットされている。 |                 |
| 1929   | The Wages of Sin                               | オスカー・ミショー                           | William A. Clayton, Jr., Bessie Givens | 人種映画であり、キャストは全員黒人である。 | [ 267 ]         |